# H&K UMP
H&K UMP（ドイツ語: Universale Maschinenpistole）は、ドイツのH&K社が開発した短機関銃。

## 概要
1950年代後半から1960年代にかけて、西ドイツ（当時）のH&K社は、同社のG3自動小銃を元にした短機関銃としてMP5を開発した。これは、1966年に同国の連邦国境警備隊に採用されたことを皮切りとして、同国の州警察でも多くが採用された。また、1977年のルフトハンザ航空181便ハイジャック事件で、連邦国境警備隊のGSG-9が突入作戦を成功させた際にMP5を使用していたことが喧伝されたことから、ドイツ国外の対テロ作戦部隊でも広く採用されるようになり、同種部隊の標準的兵器と呼ばれるまでになった。
MP5は、100メートル以内の射程であれば狙撃銃にも匹敵する射撃精度を誇るが、構造的に複雑で単価が高く、野戦用短機関銃として軍隊が大量配備するのには不適であった。このことから、アメリカ軍の統合小火器計画局 (JSSAP) は、発展型9ミリ短機関銃計画として、MP5よりも安価かつ高性能の短機関銃の開発を各社に要請した。これに応じ、H&K社はまず1981年にSMG-Iを、1984年にはリアサイトなどを変更した改良型としてSMG-IIを開発した。JSSAPの短機関銃計画が中止され、これらの短機関銃はいずれも製品化に至らなかった。
また、1980年代末から1990年代初頭にかけてMP5の後継を模索するなか、SMG-I・IIの実績を踏まえてその素材をポリマー化したMP-2000のほか、MP5の量産性を向上させるために閉鎖機構を単純なブローバックにしたMP5 PIP（Product Improvement Project）が開発された。しかし、予測に反してMP5の販売実績は依然として好調であり、あえて後継機を市場に投入する必要性が薄くなったことから、これらも製品化に至らなかった。
しかし、このころ、アメリカ合衆国を中心としてMP5でも用いられていた9x19mmパラベラム弾について、ストッピングパワーの不足が懸念され、拳銃は.45ACP弾や.40S&W弾といった大口径化が志向されるようになっていた。H&K社でも、SOCOMの要請に応じて.45ACP弾を使用するH&K MARK 23を開発した。これと歩調をあわせて同規格の弾薬を使える短機関銃が求められるようになったことから、MP-2000などのノウハウを踏まえた大口径短機関銃として開発されたのが本銃である。
なお、当初は同社製品間での住み分けのため、本銃は.45口径、MP5は9mm口径とされていたが、のちに要請に応じて9x19mmパラベラム弾仕様のUMP9や、.40S&W弾仕様のUMP40も市場に投入されるようになっている。
H&K UMPはセレクターを切り替えることで単発/連射/2点バーストの3種類で射撃することが可能である。

## 設計

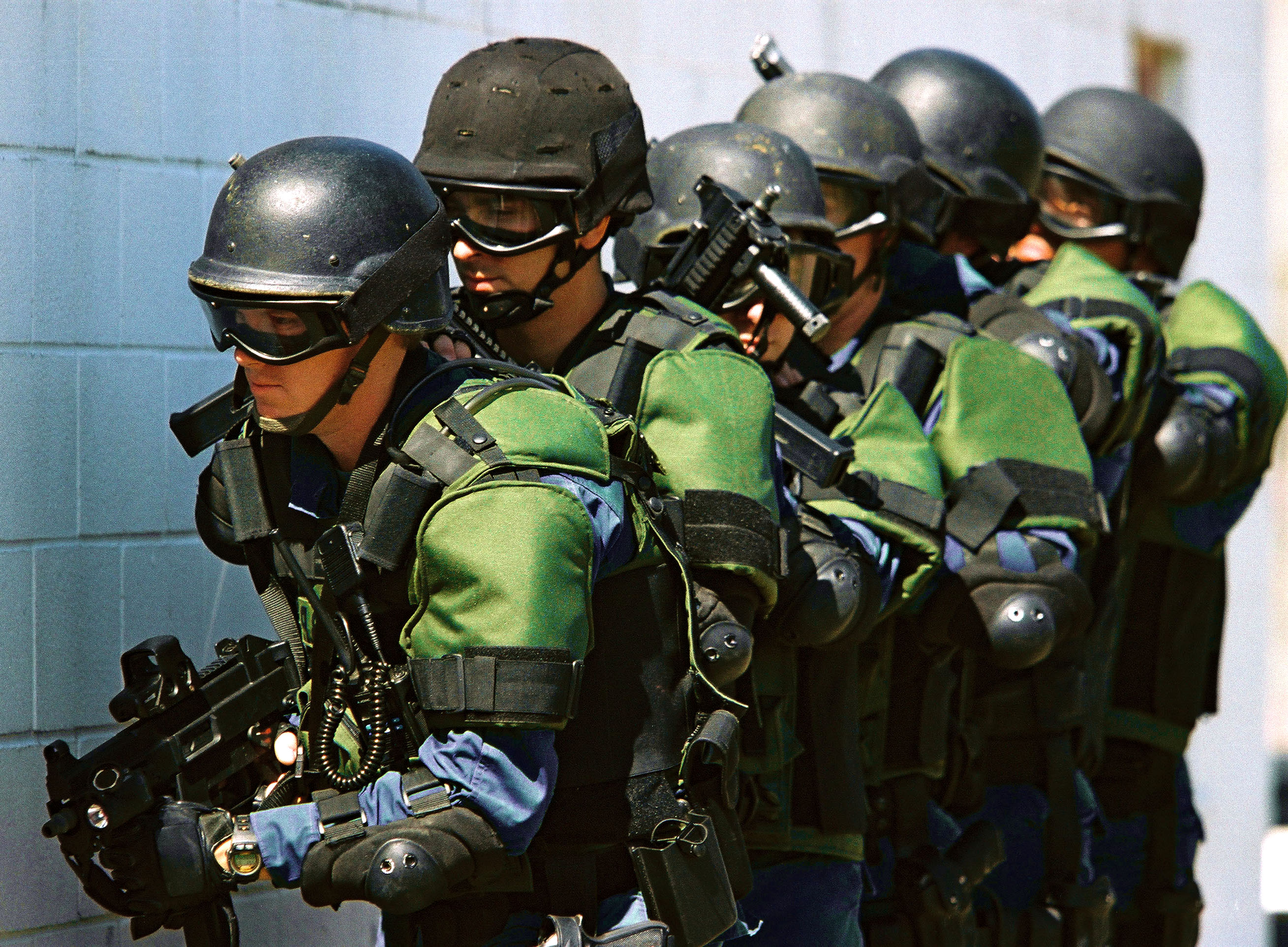
UMPを装備したアメリカ合衆国税関・国境警備局の職員

外形上は、並行して設計されていた5.56x45mm NATO弾を用いる自動小銃であるH&K G36との共通点が多い。フレームや弾倉だけでなく内部の撃発メカニズムまで含め、ポリアミドにガラス繊維を混入した繊維強化プラスチック (GFRP) を広範に採用しているのも同様である。これにより、生産性の向上と軽量化が図られたほか、海水にも強くなり、潜水後からの上陸直後に射撃できるようになった。また、銃床もMP5では伸縮式だったのに対し、本銃ではG36と同様に右側面への折りたたみ式となっている。
上記の経緯より、作動方式としてはシンプルブローバック方式が採用された。射撃精度確保のため、撃発はクローズドボルト方式で行われる。ボルトの内部に設けられた密閉空間には少量の金属粉が入れられ、ボルトの前後動にともなう衝撃を緩和する。銃身はH&K社で伝統的なポリゴナル・バレルとされた。また、SOCOMからの要請を重視して設計されたことから、特殊作戦への投入を想定して着脱式のサウンド・サプレッサー（消音器）も供給された。例えば、H&K社の純正品として供給されているブリュッガー&トーメ (B&T) 社のモデルSDであれば、重量449グラムで、ドライ状態で19デシベル、ウエット状態で27デシベルの減音効果があるとされている。なお、サプレッサーを装着しない状態の銃声は157デシベルである。
照準器は、MP5がドラム式であったのに対し、本銃ではVノッチとピープの2段切替式とされた。また、レシーバートップとフォアエンドの下面・右側面にはピカティニー・レールが装備されており、各種アクセサリの装着に対応している。

## 採用国
- アルバニア
- オーストラリア
- ベルギー
- ブラジル
- カナダ
- エジプト
- フランス
- ジョージア
- ヨルダン
- コソボ
- ラトビア[4]
- リヒテンシュタイン
- リトアニア
- マレーシア
- メキシコ
- モロッコ
- フィリピン
- ルーマニア
- セルビア
- スロバキア
- スペイン
- タイ
- アメリカ合衆国

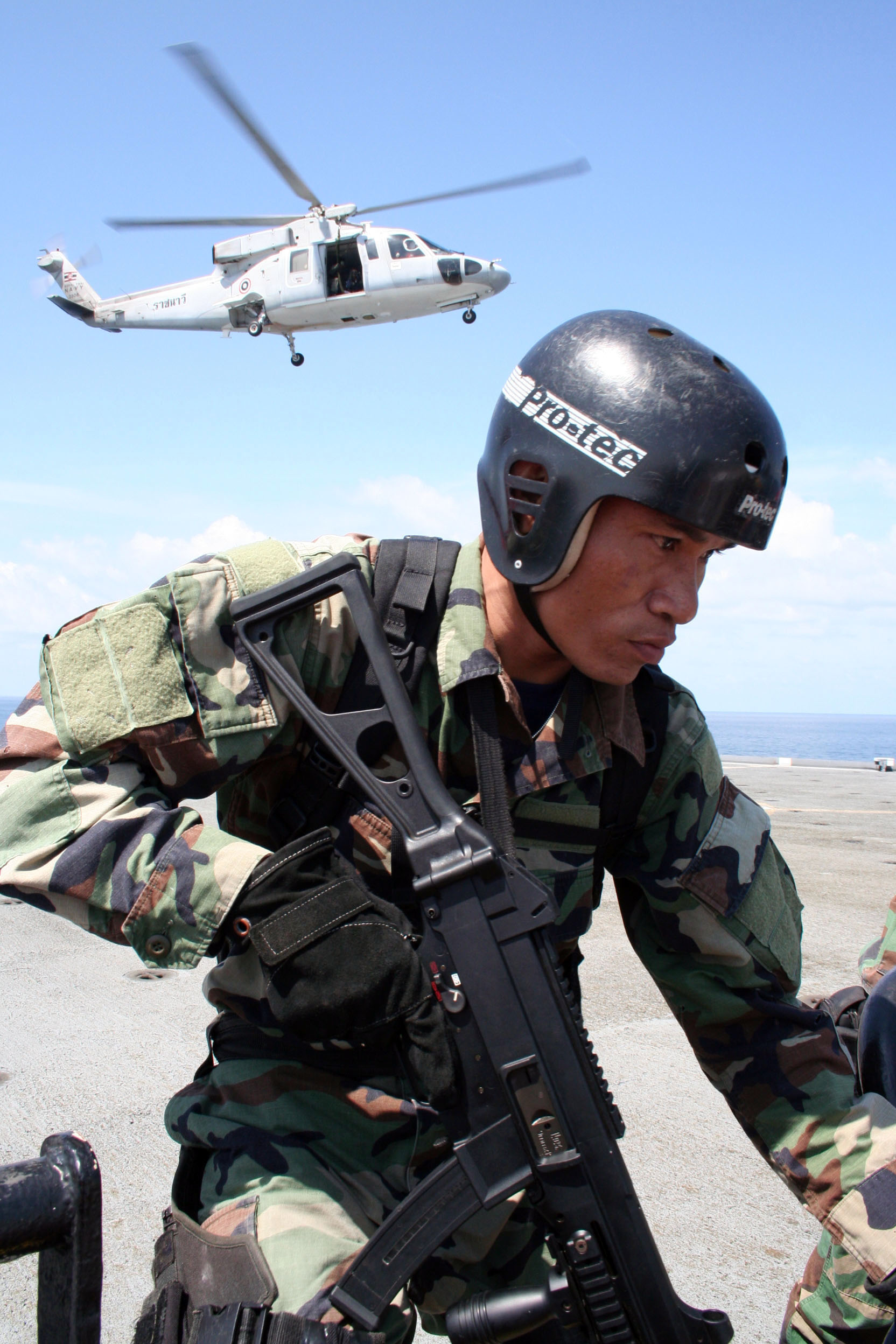
UMP9を装備したタイ王国海軍ネイビーシールズ隊員
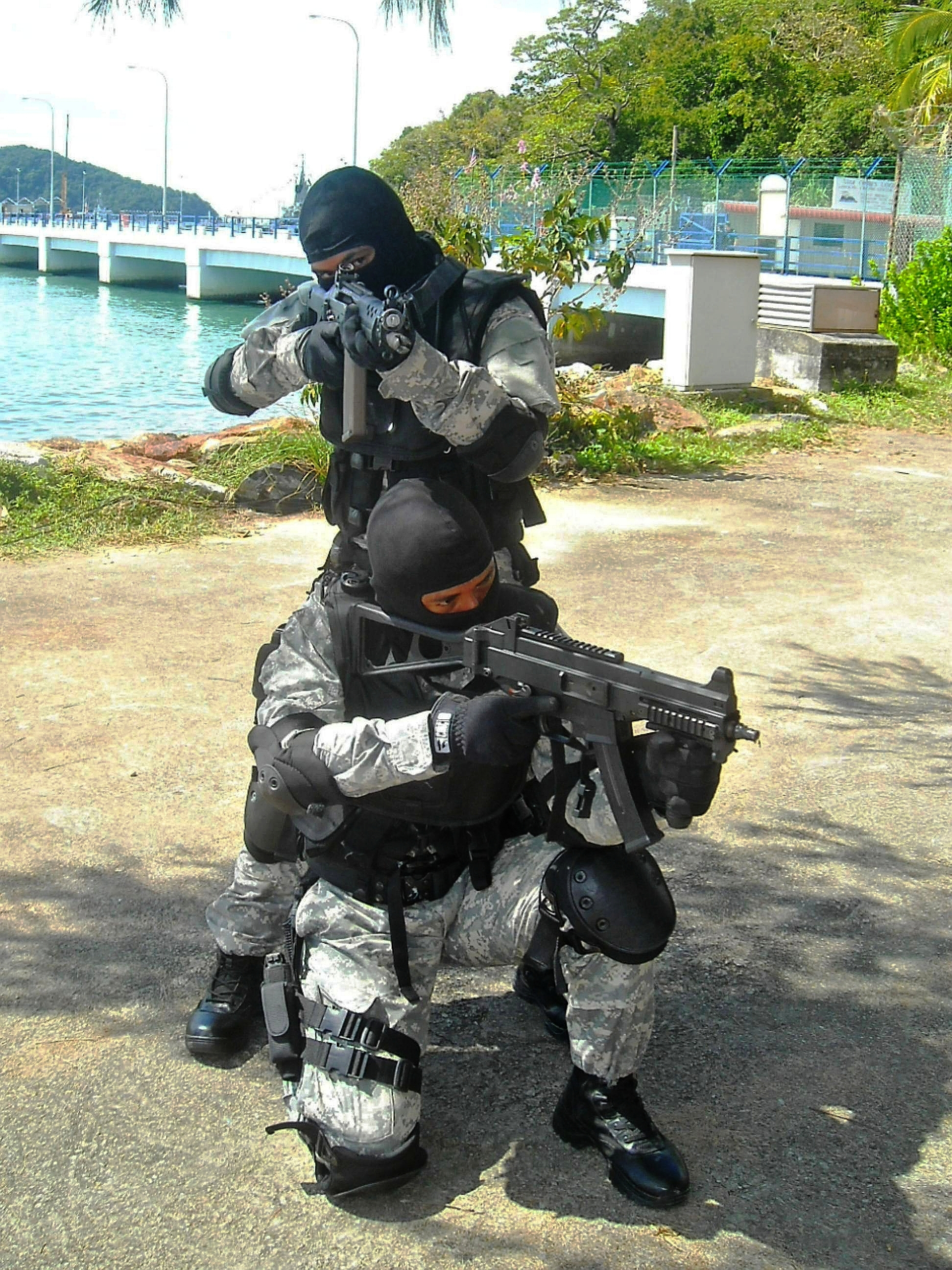
UMP9を装備したマレーシア海上法令執行庁（英語版）の特殊部隊員